# قوش (ماکو)
قوش یک روستا در ایران است که در دهستان چایپاسار شمالی در بخش بازرگان شهرستان ماکو واقع شده‌است.
براساس سرشماری مرکز آمار ایران در سال ۱۳۹۵، جمعیت این روستا برابر با ۴۴۳ نفر (۱۰۰ خانوار) بوده‌است. 
این روستا شمالی‌‌ترین روستای ایران از لحاظ مختصات جغرافیایی است.